# 小珀希拉恩
小珀希拉恩是奥地利下奥地利州梅尔克县的一个市镇。总面积6.88平方公里，总人口963人，人口密度140.0人/平方公里（2005年）。